# The Tyger

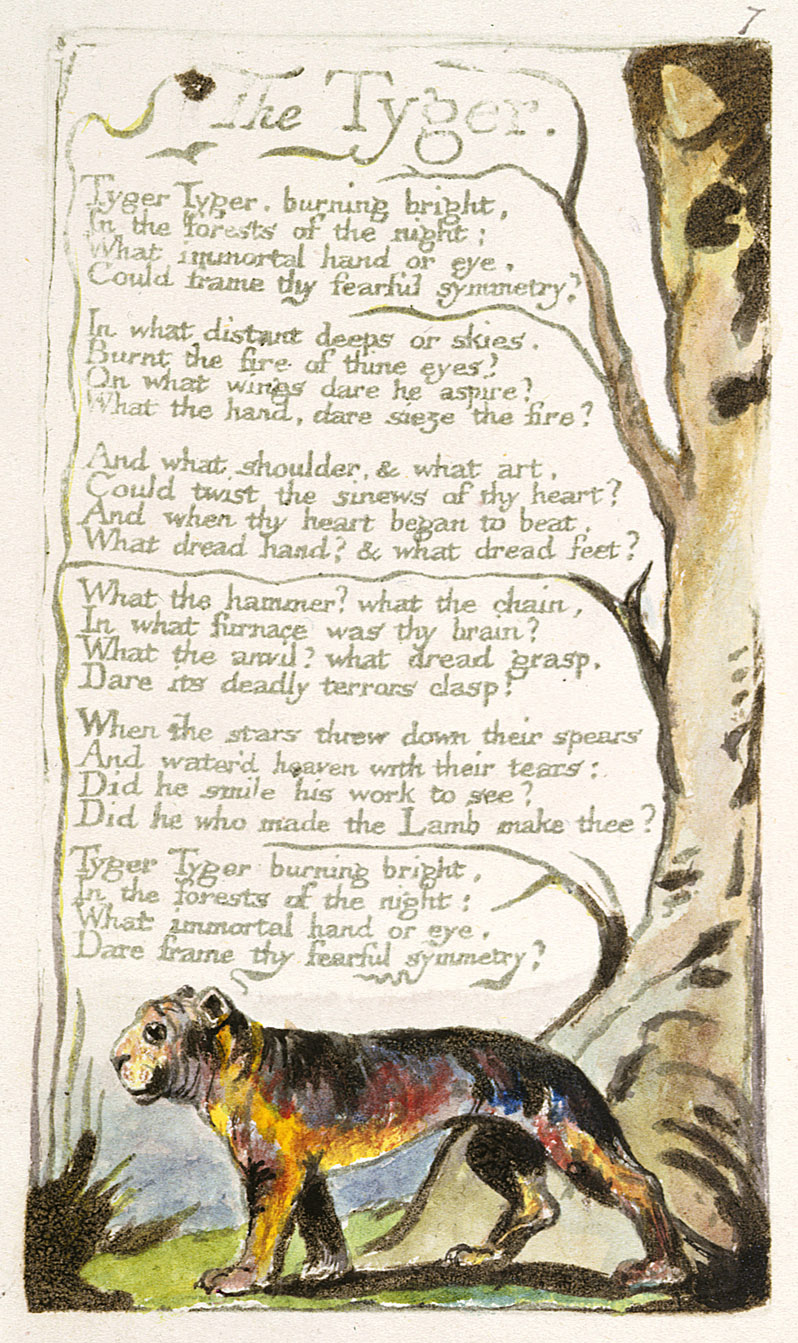
Originele afdruk van The Tyger van William Blake

The Tyger is een gedicht van de Engelse dichter William Blake. Het werd gepubliceerd in zijn verzameling Songs of Experience van 1794 en is een van de bekendste en meest geanalyseerde gedichten van Blake. The Cambridge Companion to William Blake (2003) noemt het "the most anthologized poem in English." 
De meeste moderne bloemlezingen hebben zich gehouden aan Blakes keuze voor de archaïsche spelling "Tyger", hoewel het reeds in Blakes tijd lichtjes verouderd was. Zijn keuze voor "Tyger" wordt meestal geïnterpreteerd als zijnde voor het effect, wellicht om het beest een exotisch tintje te verlenen, of omdat het helemaal niet om een tijger gaat en een metafoor is. 
"The Tyger" is het 'zustergedicht' van "The Lamb" (in Songs of Innocence), dat soortgelijke ideeën weerspiegelt vanuit een ander perspectief, nu meer gericht op goedheid dan op kwaad. The Tyger geeft ook de dualiteit weer tussen esthetische schoonheid en wreedheid. De spreker vraagt zich af of de hand die "The Lamb" creëerde ook "The Tyger" maakte, waarmee hij de handelswijze van God probeert te begrijpen.

## Verwijzingen naar het gedicht
Het gedicht werd, samen met andere poëzie van William Blake, op muziek gezet door Benjamin Britten en door de groep Tangerine Dream, en is te vinden op hun album "Tyger" uit 1987 (opnieuw uitgebracht in 1992).
Katie Melua baseerde haar songtekst voor Tiger in the night op Blake's gedicht.